# 드와이트 린턴
토머스 드와이트 린턴(Thomas Dwight Linton, 한국명 인도아(印道亞), 1927년 12월 4일 ~ 2010년 1월 11일)은 미국의 목사이자 호남신학대 학장을 지낸 교육자이다.

## 생애
1927년 전라북도 전주에서 출생하여 지난날 한때 전라북도 군산에서 잠시 유아기를 보낸 적이 있는 그는 그 후 평안남도 평양에서 자랐으며 그 뒤 미국 콜럼비아 신학대학원에서 공부를 한 그는 한국 전쟁에 참전키도 하였는데 그 후 그는 1955년, 선교사로 대한민국에 다시 왔다. 이후 20년이 넘도록 한국에 머물며 의료봉사활동을 전개하고, 1973~1978년에는 5년간 호남신학대 학장을 지내기도 했다. 은퇴 후 미국으로 돌아간 지난 1992년에는 빌리 그레이엄 목사의 방북 통역인으로 동행하기도 했다. 1995년 북한주민을 돕기 위한 조선의 기독교 친구들 설립을 주도했으며 이후 의료와 식량 농기계 비상구호품 우물개발기술 전수 등 대북 인도적 지원활동에 적극 참여해 왔다. 1991년에는 애틀랜타 인근 한인타운 밀집지역인 덜루스에 한국계 미국인 2세들과 함께 오픈도어 커뮤니티 교회를 열었고, 2006년에는 조지아 세계선교대학을 설립해 이사로 활동해 왔다. 2010년 1월 11일 애틀란타 인근 게인즈빌에 있는 한 교회에서 열린 장례식에 참석한 뒤 승용차편으로 귀가하다 교통사고로 숨졌다.

## 가족 사항
- 외조부 유진 벨 선교사(Eugene Bell, 배유지(裵裕祉), 1868~1925)
- 부 윌리엄 린턴 목사(William A. Linton, 1891~1960)
- 형 휴 린턴 목사(Hugh M. Linton, 1926~1984)